# Neues
neues war eine Magazinsendung des Fernsehsenders 3sat. In der Sendung wurden die digitalen Thematiken Computer, Telekommunikation, Unterhaltungselektronik, Netzpolitik und Netzkultur behandelt.

## Geschichte
NEUES… die Computershow ging im Februar 1992 auf Sendung. Von Juni 2000 an wurde die Sendung unter dem Titel NEUES… montags um 21:30 Uhr live bei 3sat ausgestrahlt, moderiert durch Anja Bergerhoff. Ab April 2002 wurde das Format unterteilt in die abwechselnd ausgestrahlten neues. telefonieren und mehr, weiter moderiert von Bergerhoff, und neues. computer und mehr, moderiert von Daniel Rasch. Außerdem berichtete die Sendung neues. spezial unregelmäßig zu aktuellen Themen, wie zum Beispiel der CeBIT. Mit Umzug auf den Sendeplatz samstags um 18:30 Uhr im Februar 2004 wurde auch die Unterteilung das Formats wieder aufgegeben und Bergerhoff übernahm wieder allein die Moderation. Von April 2005 bis zur Sommerpause 2006 wurde neues Samstag um 17:00 Uhr ausgestrahlt, weil die Einschaltquoten des im Alter von 14 bis 49 bis dahin erfolgreichsten 3sat-Formats zunächst durch die Verschiebung auf den Sendetermins am Samstag auf 18:30 während der Sportschau drastisch gesunken waren. Nachdem Anja Bergerhoff zur Sommerpause im Juli 2005 die Sendung verlassen hatte, moderierte seit 13. August 2005 Yve Fehring. Von August bis Dezember 2009 moderierte Lukas Koch die Sendung, da Fehring sich in der Babypause befand.
Alle ab 2001 ausgestrahlten Sendungen konnten auf der Website von 3sat, neuere auch in der ZDF-Mediathek berichte-weise oder komplett als Videostream abgerufen werden.
Aktuell sind jedoch alle Inhalte De-Publiziert.
Seit August 2006 wurde die Sendung nun sonntags um 16:30 Uhr ausgestrahlt. Wiederholungen der einzelnen Folgen wurden zeitnah vom ZDF und ZDFinfokanal gezeigt. Ab 2010 erhielt die Sendung ein komplettes Redesign (überarbeitete Jingles und Einspieler), sowie ein neues Studio (Kosten: etwa 200.000 Euro) mit zahlreichen multimedialen Abspielflächen. Aufgrund einer vermehrten Zahl von 3sat-Thementagen (Sendetermine meist sonntags) im zweiten Halbjahr 2010 erschien das Format nur noch selten innerhalb des 3sat-Programms. Im März 2011 entschloss sich die Geschäftsleitung der ZDF-Direktion Europäische Satellitenprogramme, dass neues ab Juli 2011 eingestellt werden soll. Am 10. Juli 2011 wurde die letzte Folge ausgestrahlt.

## Auszeichnungen
- Am 11. Oktober 2008 erhielt die Sendung den Deutschen Fernsehpreis in der Kategorie „Beste Wissenssendung“[2].
- Am 23. August 2008 erhielt die Sendung den eSports Journalist Award. Für den neues-Beitrag „Ist eSport Sport?“ wurde als best journalist Winfried Laasch von neues geehrt.[3]
- neues spezial wurde bereits mehrfach mit dem Journalistenpreis für Informatik des Saarlandes (zuletzt im Februar 2011) ausgezeichnet.

## Der Anwenderkurs
Neben der Hauptsendung "NEUES... die Computershow" wurde in unregelmäßigen Abständen der Ableger "NEUES... der Anwenderkurs" Samstag nachmittags ausgestrahlt. Das Format richtete sich vor allem an Einsteiger und bestand jeweils aus vier zusammen gehörenden Folgen, die sich in humorvoller Weise einem Computerthema widmeten. Der Zuschauer erlebte in dieser Serie den typischen Alltag in einem Zweierbüro, in dem Computerexperte Hannes Rügheimer, später Michael Kloss, seinem unbeholfenen Kollegen Christian Spanik immer wieder unter die Arme greifen musste.
Zwischen 1994 und 1998 entstanden folgende Ausgaben (in Klammern das Datum der Erstausstrahlung bei 3sat):
- Telekommunikation:
  - Modems (30. Juli 1994)
  - Mailboxen (6. August 1994)
  - CompuServe (13. August 1994)
  - BTX und Fax (20. August 1994)
- Word für Windows 6.0:
  - Installieren, umsteigen und drucken (27. August 1994)
  - Fußnoten und Textbausteine (3. September 1994)
  - Rechtschreibung und Tabellen (10. September 1994)
  - Formatvorlage, Seriendruck (17. September 1994)
- Hardware-Tuning:
  - Prozessoren, Speicher und Bus-Systeme (24. September 1994)
  - Festplatte und Speichermedien (1. Oktober 1994)
  - Grafikkarten und Monitore (8. Oktober 1994)
  - CD-ROM und Soundkarten (15. Oktober 1994)
- Windows 95:
  - Installation, Neuheiten von Win '95 (16. September 1995)
  - Startmenü und Taskleiste (23. September 1995)
  - Windows-Explorer, Suchen (30. September 1995)
  - Suchen, Systemsteuerung (7. Oktober 1995)
- Excel 7.0:
  - Installation und Drucken (18. November 1995)
  - Absolute und relative Bezüge, Wenn und Summen wenn, Autoformat (25. November 1995)
  - Arbeit mit mehreren Mappen, Verweisfunktion, Zellschutz (2. Dezember 1995)
  - Verknüpfung über mehrere Blätter, Namen und Makros (9. Dezember 1995)
- Office 95:
  - Netzwerkinstallation, Einstieg, Mailing (15. Juni 1996)
  - Komponenten, Shortcutleiste, Datenaustausch, gemeinsame Werkzeuge (22. Juni 1996)
  - Office '95 im Netz, Dateien verschicken, Gruppenterminplanung mit Schedule+, Faxen unter Windows '95 (29. Juni 1996)
  - Sammelmappen, Access-Adressen im Word-Dokument, Excel-Tabellen in Word-Dokument (6. Juli 1996)
- Winword 7.0:
  - Neues und Änderungen im Vergleich zu 6.0, Öffnen, Speichern, Suchen (31. August 1996)
  - Eingabehilfen: Formatvorlagen, AutoFormat, AutoKorrektur, und AutoText (7. September 1996)
  - Seitenlayout: Abschnitte, Spaltensatz, Spalten-, Abschnitts- und Seitenwechsel, Kopf- und Fußzeilen, Seitennummerierung (14. September 1996)
  - Tabellenlayout, Tabstopps in Tabellen, Formeln und Rechenfunktionen (21. September 1996)
- Office 97:
  - Für wen lohnt sich der Umstieg? (29. Juni 1997)
  - Schnelle Ergebnisse mit Word 97 (6. Juli 1997)
  - Schnelle Ergebnisse mit Excel 97 (13. Juli 1997)
  - Desktop Management mit Outlook (20. Juli 1997)
- Internet:
  - Teil 1–4 (27. Juli 1997, 3. August 1997, 10. August 1997, 17. August 1997)
- Online und Co.:
  - T-Online und MSN (24. August 1997)
  - CompuServe und AOL (31. August 1997)
  - Tipps & Tricks zum Internet (7. September 1997)
  - Internet – fortgeschrittene Technik (14. September 1997)
- Außerdem ohne zusammenhängende Rahmenhandlung:
  - Windows 98 (10. Dezember 1998)
  - Neuerungen bei CompuServe (17. Dezember 1998)
  - ISDN – Was ist ISDN? ISDN allgemein und ohne PC (18. März 1999)
  - Strategiespiele – Was sind Strategiespiele? (25. März 1999)
  - CompuServe 2000, Teil 2 – Tipps und Tricks (1. April 1999)
  - Handys – Welche Netze gibt es? (8. April 1999)

## Computer für Kids
Ein weiterer Ableger unter der Regie von Peter Schönhofer war "NEUES... Computer für Kids", die Serie hat 12 + 8 Folgen in 2 Staffeln und wurde zwischen 1995 und 1996 Samstag vormittags ausgestrahlt. Moderator Christian Spanik erklärte zusammen mit den Klappmaulpuppen (Isolde Schnupf, Werner Knötchen, Käthe, Siggi, Hanshorst, Lappo, Lenzuolo da Bagno) des Klappmaul Theaters kindgerecht die Welt der Computer.
1996 wurde die Serie auf VHS-Kassette von ZDF/3Sat in Zusammenarbeit mit dem Lingen Verlag veröffentlicht.